# ويندي إيفال
ويندي إيفال (بالإنجليزية: Wendy Ewald) هي مصورة أمريكية، ولدت في 1951 في ديترويت في الولايات المتحدة.